# Grand Champions Cup maschile 2013
La Grand Champions Cup 2013 si è svolta dal 19 al 24 novembre 2013 a Kyoto e Tokyo, in Giappone: al torneo hanno partecipato sei squadre nazionali e la vittoria finale è andata per la quarta volta, la terza consecutiva, al Brasile.

## Impianti
|                                                                                |                                                                                  |  |
|                                                                                |                                                                                  |  |
| Kyoto Prefectural Gymnasium Città: Kyoto Capienza: 5 500 Anno d'apertura: 1971 | Tokyo Metropolitan Gymnasium Città: Tokyo Capienza: 10 000 Anno d'apertura: 1954 |  |

## Regolamento

### Formula
Le squadre hanno disputato un'unica fase con formula del girone all'italiana.

### Criteri di classifica
Se il risultato finale è stato di 3-0 o 3-1 sono stati assegnati 3 punti alla squadra vincente e 0 a quella sconfitta, se il risultato finale è stato di 3-2 sono stati assegnati 2 punti alla squadra vincente e 1 a quella sconfitta.
L'ordine del posizionamento in classifica è stato definito in base a:
- Punti;
- Ratio dei set vinti/persi;
- Ratio dei punti realizzati/subiti;
- Risultati degli scontri diretti.

## Squadre partecipanti
| Squadra     | Qualificazione                             | Ultima partecipazione |
| ----------- | ------------------------------------------ | --------------------- |
| Brasile     | 1ª al campionato sudamericano 2013         | Giappone 2009         |
| Giappone    | Paese organizzatore                        | Giappone 2009         |
| Iran        | 1ª al campionato asiatico e oceaniano 2013 | Giappone 2009         |
| Italia      | Wild card                                  | Giappone 2005         |
| Russia      | 1ª al campionato europeo 2013              | Debutto               |
| Stati Uniti | 1ª al campionato nordamericano 2013        | Giappone 2005         |

## Torneo

### Risultati
| 19 novembre 2013 Kyoto Prefectural Gymnasium, Kyoto Durata: 1h:58 - Spettatori: 700     | Italia      | 3 - 1 | Russia      | 28-26, 25-20, 19-25, 27-25        |
| 19 novembre 2013 Kyoto Prefectural Gymnasium, Kyoto Durata: 1h:53 - Spettatori: 1 420   | Iran        | 1 - 3 | Brasile     | 16-25, 17-25, 27-25, 23-25        |
| 19 novembre 2013 Kyoto Prefectural Gymnasium, Kyoto Durata: 2h:14 - Spettatori: 3 760   | Stati Uniti | 3 - 1 | Giappone    | 25-17, 25-17, 21-25, 25-20        |
| 20 novembre 2013 Kyoto Prefectural Gymnasium, Kyoto Durata: 2h:18 - Spettatori: 550     | Italia      | 2 - 3 | Iran        | 24-26, 25-16, 23-25, 25-23, 12-15 |
| 20 novembre 2013 Kyoto Prefectural Gymnasium, Kyoto Durata: 1h:40 - Spettatori: 1 630   | Brasile     | 3 - 0 | Stati Uniti | 31-29, 25-23, 25-23               |
| 20 novembre 2013 Kyoto Prefectural Gymnasium, Kyoto Durata: 1h:42 - Spettatori: 4 370   | Russia      | 3 - 0 | Giappone    | 25-16, 25-17, 25-18               |
| 22 novembre 2013 Tokyo Metropolitan Gymnasium, Tokyo Durata: 2h:20 - Spettatori: 900    | Stati Uniti | 3 - 2 | Italia      | 25-21, 20-25, 22-25, 28-26, 15-13 |
| 22 novembre 2013 Tokyo Metropolitan Gymnasium, Tokyo Durata: 1h:19 - Spettatori: 1 000  | Iran        | 0 - 3 | Russia      | 23-25, 23-25, 19-25               |
| 22 novembre 2013 Tokyo Metropolitan Gymnasium, Tokyo Durata: 1h:35 - Spettatori: 5 600  | Giappone    | 0 - 3 | Brasile     | 17-25, 23-25, 18-25               |
| 23 novembre 2013 Tokyo Metropolitan Gymnasium, Tokyo Durata: 2h:31 - Spettatori: 1 400  | Iran        | 3 - 2 | Stati Uniti | 28-26, 19-25, 19-25, 27-25, 18-16 |
| 23 novembre 2013 Tokyo Metropolitan Gymnasium, Tokyo Durata: 2h:14 - Spettatori: 4 000  | Russia      | 3 - 2 | Brasile     | 20-25, 22-25, 25-21, 25-17, 15-9  |
| 23 novembre 2013 Tokyo Metropolitan Gymnasium, Tokyo Durata: 1h:36 - Spettatori: 10 000 | Italia      | 3 - 0 | Giappone    | 25-16, 25-21, 25-21               |
| 24 novembre 2013 Tokyo Metropolitan Gymnasium, Tokyo Durata: 2h:15 - Spettatori: 2 000  | Brasile     | 3 - 2 | Italia      | 25-22, 25-22, 23-25, 20-25, 15-11 |
| 24 novembre 2013 Tokyo Metropolitan Gymnasium, Tokyo Durata: 1h:28 - Spettatori: 3 600  | Stati Uniti | 0 - 3 | Russia      | 27-29, 22-25, 19-25               |
| 24 novembre 2013 Tokyo Metropolitan Gymnasium, Tokyo Durata: 1h:32 - Spettatori: 8 500  | Giappone    | 0 - 3 | Iran        | 17-25, 18-25, 14-25               |

### Classifica
| Pos | Squadra     | Pt | G | V | P | SV | SP | Ratio | PF  | PS  | Ratio |
| --- | ----------- | -- | - | - | - | -- | -- | ----- | --- | --- | ----- |
| 1   | Brasile     | 12 | 5 | 4 | 1 | 14 | 6  | 2.333 | 461 | 428 | 1.077 |
| 2   | Russia      | 11 | 5 | 4 | 1 | 13 | 5  | 2.600 | 432 | 380 | 1.137 |
| 3   | Italia      | 9  | 5 | 2 | 3 | 12 | 10 | 1.200 | 498 | 477 | 1.044 |
| 4   | Iran        | 7  | 5 | 3 | 2 | 10 | 10 | 1.000 | 439 | 450 | 0.976 |
| 5   | Stati Uniti | 6  | 5 | 2 | 3 | 8  | 12 | 0.667 | 466 | 460 | 1.013 |
| 6   | Giappone    | 0  | 5 | 0 | 5 | 1  | 15 | 0.067 | 295 | 396 | 0.745 |

## Podio

### Campione
Formazione: 1 Bruno de Rezende, 3 Éder Carbonera, 4 Wallace de Souza, 5 Sidnei dos Santos, 8 Ricardo Lucarelli, 9 Evandro Guerra, 11 Thiago Alves, 12 Luiz Fonteles, 13 Maurício de Souza, 15 Lucas Lóh, 16 Lucas Saatkamp, 18 Maurício Silva, 19 Mário Pedreira, 20 Raphael de Oliveira, CT: Bernardo de Rezende

### Secondo posto
Formazione: 2 Sergej Makarov, 3 Nikolaj Apalikov, 5 Sergej Grankin, 6 Evgenij Sivoželez, 7 Nikolaj Pavlov, 9 Aleksej Spiridonov, 10 Il'ja Žilin, 11 Andrej Aščev, 13 Dmitrij Muserskij, 14 Artëm Vol'vič, 15 Dmitrij Il'inych, 17 Maksim Michajlov, 18 Valentin Golubev, 20 Artëm Ermakov, CT: Andrej Voronkov

### Terzo posto
Formazione: 1 Thomas Beretta, 2 Jiří Kovář, 4 Luca Vettori, 6 Ludovico Dolfo, 7 Salvatore Rossini, 9 Ivan Zaytsev, 10 Filippo Lanza, 13 Dragan Travica, 14 Matteo Piano, 15 Emanuele Birarelli, 16 Michele Baranowicz, 18 Giulio Sabbi, CT: Mauro Berruto

## Classifica finale
| Pos | Squadra     |
| --- | ----------- |
|     | Brasile     |
|     | Russia      |
|     | Italia      |
| 4   | Iran        |
| 5   | Stati Uniti |
| 6   | Giappone    |

## Premi individuali
| Premio                | Nome               | Squadra     |
| --------------------- | ------------------ | ----------- |
| MVP                   | Dmitrij Musėrskij  | Russia      |
| Miglior palleggiatore | Bruno de Rezende   | Brasile     |
| Miglior opposto       | Wallace de Souza   | Brasile     |
| Miglior schiacciatore | Filippo Lanza      | Italia      |
| Miglior schiacciatore | Dmitrij Il'inych   | Russia      |
| Miglior centrale      | Maxwell Holt       | Stati Uniti |
| Miglior centrale      | Emanuele Birarelli | Italia      |
| Miglior libero        | Farhad Zarif       | Iran        |